# 拕子
拕子，原寫為拕仔，是臺灣高雄市岡山區的一個傳統地域名稱，位於該區東北部。相較於今日行政區，其範圍大致包括三和里、嘉峰里東半部、華崗里、大莊里不含南部西側凸出部分、嘉興里東南部、竹圍里東部不合南段。
本地區境內主要聚落為大庄、大埔、田厝，設有嘉興國中。

## 歷史
台灣日治初期，拕子地區為一街庄，稱為「拕仔庄」（舊制街庄），隸屬於嘉祥外里。該庄昔日北與九鬮庄為鄰，東邊北段與牛稠埔庄為鄰，東邊南段隔阿公店溪與水蛙潭庄為界，南邊東至中段隔阿公店溪與竹仔腳庄、瓊仔林庄為界，南邊西段為後紅庄，西邊為五甲尾庄、前峰仔庄、土庫庄。
1901年（日治明治三十四年）11月11日，全台廢縣廳改設二十廳，該庄隸屬於鳳山廳。1904年（明治三十七年）5月3日，該庄編入「五甲尾區」，隸屬於鳳山廳。1909年（明治四十二年）10月25日，全台合併二十廳為十二廳，五甲尾區改隸屬於臺南廳。1920年（大正九年）10月1日，全台地方制度大改正，廢十二廳改設五州二廳，該庄改制並雅化為「拕子」大字，隸屬於高雄州岡山郡岡山街（新制街庄）。
戰後岡山街改制為岡山鎮，隸屬於高雄縣，大字亦改制為里。1950年（民國39年）10月1日，高、屏分治，岡山鎮仍隸屬於高雄縣。2010年（民國99年）12月25日，高雄縣、市合併為直轄高雄市，岡山鎮改制為岡山區。

## 聚落
本地區發展較早的聚落為拕仔、大庄、大埔、田厝，在日治初期的官方地圖上已有記載。其中拕仔已遷庄至今大埔聚落旁。

## 交通
國道1號又稱「中山高速公路」，是貫穿台灣西部的兩條縱向高速公路之一，經過本地區西南部。最近的交流道在北側為南科高雄園區中山高聯絡道交會處的高科交流道（多利用該聯絡道與區道高7線交會處的匝道進出，經由該連絡道、高科交流道銜接國道1號）；在南側為市道186號交會處的岡山交流道。由此等可快速前往國道1號沿線各地。
省道台19甲線是鹽水至赤崁的幹道，經過本地區西北端的田厝聚落。由該道路北行可前往阿蓮區、關廟區、新化區、新市區等地，南行可前往岡山區岡山市區、梓官區，並止於赤崁地區的區道高23線路口。
區道高14線是嘉興至水蛙潭的道路，經過本地區的大埔聚落。該道路在本地區境內有部分路段與區道高15線共線。
區道高14-1線是潭底至山隙的道路，其東側端點（終點）位於本地區中部略偏東北的區道高14線路口。
區道高15線是田厝至大莊的道路，全線除起點一小段外，皆位於本地區境內。其北側端點（起點）位於本地區西北部田厝聚落南側邊界外緣的省道台19甲線路口，南側端點（終點）位於本地區西南部的區道高16線路口，中間會經過本地區的田厝聚落南側、大埔聚落。該道路在本地區境內有部分路段與區道高14線共線。
區道高16線是三爺橋至大莊的道路，其東側端點（終點）位於本地區西南部、大庄聚落北郊的區道高28線路口。
區道高28線是機場至新挖仔的道路，其東側端點（終點）位於本地區中部略偏北的區道高14線路口，由此向南南西轉西會經過本地區西南部的大庄聚落北郊。
區道高28-1線是大莊至水庫的道路，全線位於本地區境內。其西側端點（起點）位於本地區南部的區道高28線路口，東側端點（終點）位於本地區東南部的區道高29線路口。
區道高29線是山隙至燕巢的道路，其北側端點（起點）位於本地區中部偏東北的區道高14線路口。

## 學校
- 嘉興國中

## 水利設施
- 阿公店水庫（部分）

## 產業
- 漢翔航空工業岡山廠區

## 景點
- 崗山之眼

## 備註
1. 《台灣堡圖》標音。在台灣，同音地名多寫作「挖仔」。